# Ardegão (Fafe)

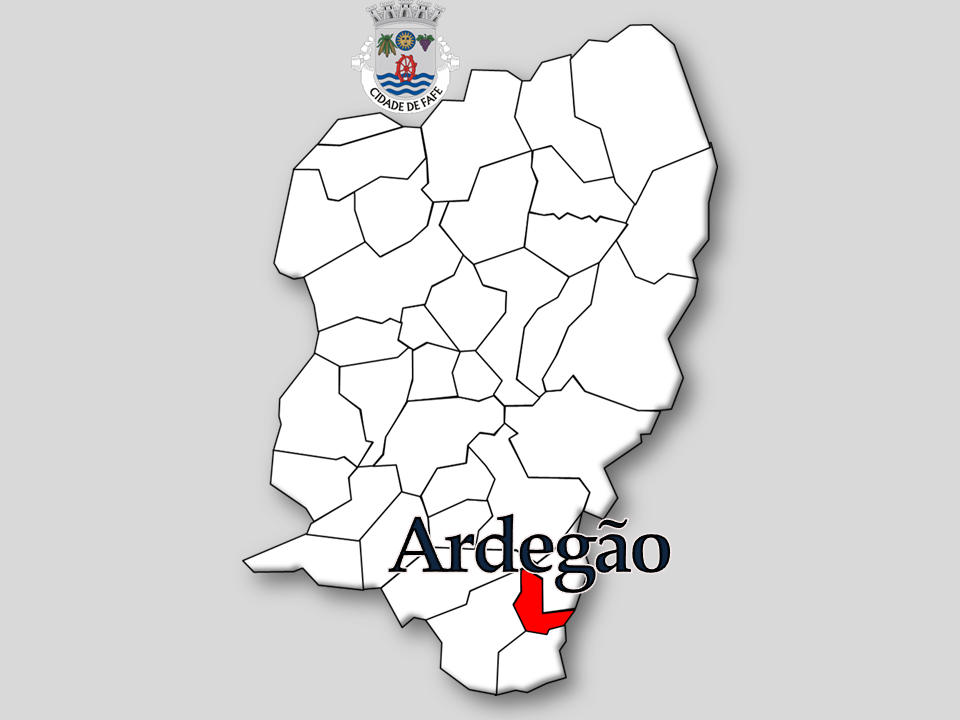
Localização da Freguesia de Ardegão no Município de Fafe

Ardegão é uma povoação portuguesa do Município de Fafe que foi sede da extinta Freguesia de Ardegão, freguesia que tinha 2,2 km² de área e 301 habitantes (2011), e, por isso, uma densidade populacional de 136,8 hab/km².
A Freguesia de Ardegão foi extinta em 2013, no âmbito de uma reforma administrativa nacional, para, em conjunto com as Freguesias de Arnozela e Seidões, formar uma nova freguesia denominada União de Freguesias de Ardegão, Arnozela e Seidões com a sede na Rua do Assento, 456, em Seidões.
Fez parte do concelho (atual município) de Celorico de Basto.

## População
| População da freguesia de Ardegão (1878 – 2011) | População da freguesia de Ardegão (1878 – 2011) | População da freguesia de Ardegão (1878 – 2011) | População da freguesia de Ardegão (1878 – 2011) | População da freguesia de Ardegão (1878 – 2011) | População da freguesia de Ardegão (1878 – 2011) | População da freguesia de Ardegão (1878 – 2011) | População da freguesia de Ardegão (1878 – 2011) | População da freguesia de Ardegão (1878 – 2011) | População da freguesia de Ardegão (1878 – 2011) | População da freguesia de Ardegão (1878 – 2011) | População da freguesia de Ardegão (1878 – 2011) | População da freguesia de Ardegão (1878 – 2011) | População da freguesia de Ardegão (1878 – 2011) | População da freguesia de Ardegão (1878 – 2011) |
| ----------------------------------------------- | ----------------------------------------------- | ----------------------------------------------- | ----------------------------------------------- | ----------------------------------------------- | ----------------------------------------------- | ----------------------------------------------- | ----------------------------------------------- | ----------------------------------------------- | ----------------------------------------------- | ----------------------------------------------- | ----------------------------------------------- | ----------------------------------------------- | ----------------------------------------------- | ----------------------------------------------- |
| 1878                                            | 1890                                            | 1900                                            | 1911                                            | 1920                                            | 1930                                            | 1940                                            | 1950                                            | 1960                                            | 1970                                            | 1981                                            | 1991                                            | 2001                                            | 2011                                            |                                                 |
| 265                                             | 284                                             | 266                                             |                                                 |                                                 |                                                 |                                                 |                                                 | 345                                             | 406                                             | 354                                             | 379                                             | 342                                             | 301                                             |                                                 |

Criada pelo decreto lei nº 38.742, de 07/05/1942, com sede no lugar de Vale de Igreja